# Patwin du Sud
Le patwin du Sud (ou suisun) est une langue amérindienne  de la famille des langues wintuanes parlée aux États-Unis, en Californie dans le Sud de la vallée de Sacramento. La langue est éteinte.

## Classification interne
Le patwin du Sud est un des trois parlers patwin, aux côtés des parlers de la rivière et de ceux des collines. Il était parlé dans les comtés de Yolo et de Colusa et dans la région de la ville de Napa. Mal documenté, le patwin du Sud pourrait être une langue différente du patwin.